# Miguel Ángel Bernardeau
Miguel Ángel Bernardeau Maestro (Albacete, 23 de junio de 1960) es un productor de televisión español. Una de sus producciones más conocidas es la serie de ficción Cuéntame cómo pasó, la serie de televisión más premiada y longeva del audiovisual español.

## Biografía
Después de estudiar Dirección de Cine en el Centro de Estudios de la Imagen en Madrid (1980-1985), realizó diferentes trabajos, como pertiguista y ayudante de dirección y producción en televisión, industria en la que ha desarrollado la mayor parte de su carrera profesional. 
En 1997 fundó la productora audiovisual Ganga Producciones, de la que es presidente desde entonces.

## Trabajos

### Ficción
| Producción                    | Año       | Formato                  | Función                       |
| ----------------------------- | --------- | ------------------------ | ----------------------------- |
| La última                     | 2022      | Serie de televisión      | Productor ejecutivo           |
| HIT                           | 2020-2021 | Serie de televisión      | Productor ejecutivo           |
| Fugitiva                      | 2018      | Serie de televisión      | Productor ejecutivo           |
| Inhibidos                     | 2017      | Webserie                 | Productor ejecutivo           |
| Anomalous                     | 2016      | Cine                     | Productor                     |
| Little Galicia                | 2015      | Cine                     | Productor                     |
| Vicente Ferrer                | 2013      | Película para televisión | Productor ejecutivo           |
| Lo que ha llovido             | 2011      | Película para televisión | Productor                     |
| UCO: Unidad Central Operativa | 2008-2009 | Serie de televisión      | Productor ejecutivo           |
| Desaparecida                  | 2007-2008 | Serie de televisión      | Productor ejecutivo           |
| Hay que vivir                 | 2007      | Serie de televisión      | Productor ejecutivo           |
| Cuéntame cómo pasó            | 2001-2023 | Serie de televisión      | Creador y Productor ejecutivo |
| Mediterráneo                  | 1999-2000 | Serie de televisión      | Productor                     |
| Querido maestro               | 1997-1998 | Serie de televisión      | Productor                     |
| Los ladrones van a la oficina | 1993-1995 | Serie de televisión      | Productor                     |

### Programas, documentales y otros espacios
| Producción                         | Año       | Función                |
| ---------------------------------- | --------- | ---------------------- |
| Novéntame otra vez                 | 2014-2021 | Productor              |
| Un país para comérselo             | 2010-2014 | Productor              |
| Haití, en construcción             | 2011      | Productor ejecutivo    |
| Vamos a cocinar... con José Andrés | 2005-2007 | Productor ejecutivo    |
| Níger, una emergencia silenciosa   | 2006      | Productor ejecutivo    |
| La azotea de Wyoming               | 2005      | Productor ejecutivo    |
| Primer plano                       | 1992      | Productor              |
| El ruedo                           | 1989-1990 | Productor              |
| El camino de Santiago              | 1987-1988 | Productor              |
| Vieja herida                       | 1986      | Director               |
| El río de oro                      | 1985      | Ayudante de producción |

## Premios
| Categoría                    | Año               | Festival                                                                                         |
| ---------------------------- | ----------------- | ------------------------------------------------------------------------------------------------ |
| Mejor programa de actualidad | 2017              | Ondas por Ochéntame otra vez                                                                     |
|                              | 2009              | I Premio Nacional de Televisión por Cuéntame cómo pasó, Ministerio de Cultura, España            |
| Ninfa de oro                 | 2008              | Mejor productor de Ficción-Comedia, por Cuéntame cómo pasó, Festival de Televisión de Montecarlo |
| Ninfa de oro                 | 2008              | Mejor productor de Ficción-Drama, por Desaparecida, Festival de Televisión de Montecarlo         |
| Mejor serie de ficción       | 2002 - 2003, 2005 | ATV (Academia de las Ciencias y las Artes de Televisión)                                         |
| Mejor Producción             | 2006 - 2007 -2008 | ATV por Cuéntame cómo pasó                                                                       |
| Mejor serie                  | 1993              | Ondas por Los ladrones van a la oficina                                                          |
| Mejor serie nacional         | 2001              | Ondas por Cuéntame cómo pasó                                                                     |